# Condado de Longford
O Condado de Longford (Longphort em irlandês) é um pequeno condado da República da Irlanda, na província de Leinster, no centro-norte do país. Tem o nome de sua maior cidade.
Longford tem como vizinhos os condados de Leitrim a noroeste e norte, Cavan a nordeste, Westmeath a sudeste e Roscommon a oeste.